# 荷兰风格派运动

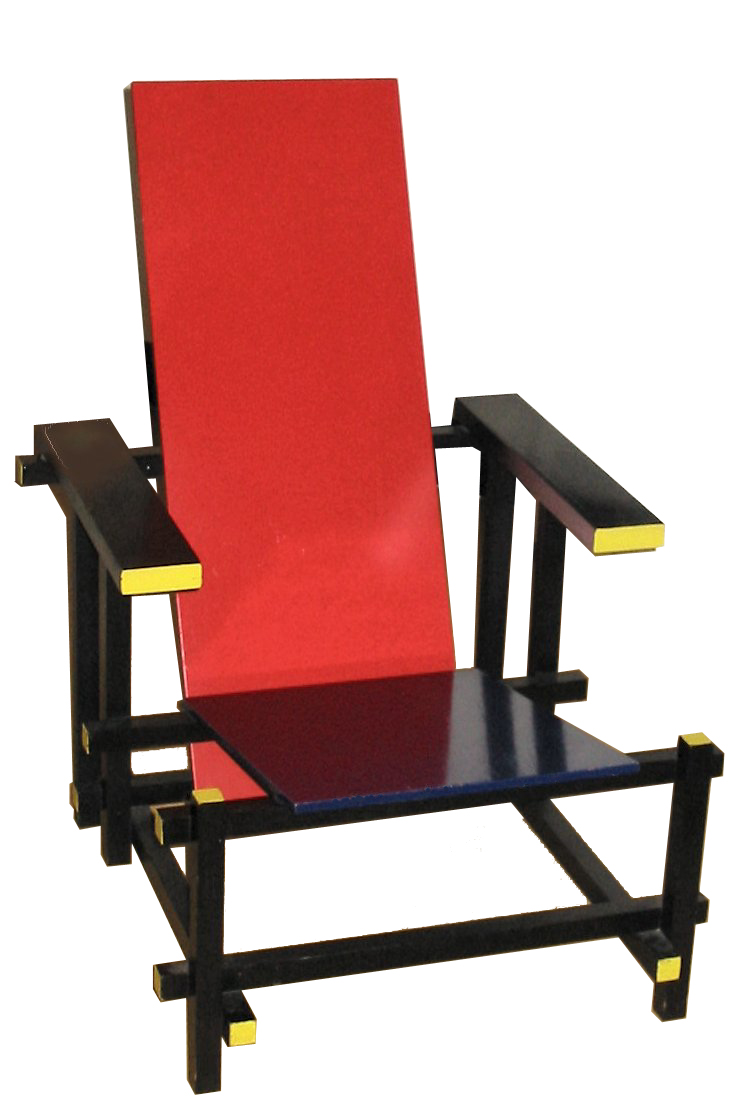
《紅藍椅》，赫里特·里特费尔德，1917

荷兰风格派运动（英語：De Stijl，發音：[də ˈstɛil]），主张纯抽象和纯朴，外形上缩减到几何形状，而且颜色只使用紅、黃、藍三原色與黑、白二非色彩的原色。也被称为新塑造主义（neoplasticism）。

## 代表人物
运动中最有名的艺术家皮特·蒙德里安，在1917年出版了一本名为《新塑造主义》（Neo-Plasticism）的宣言。荷兰画家特奥·范杜斯堡（1883年-1931年）在1917年至1928年出版了名为《De Stijl》的期刊，传播风格派的理论。期刊同时还包括比利时画家乔治·范通厄洛（1886年-1965年）、荷兰建筑师雅各布斯·约翰内斯·彼得·奥德（1890年-1963年）和赫里特·里特费尔德（1888年-1964年）。

## 特点
热衷于几何形体、空间和色彩的构图效果。也被称为新造形主义。荷兰风格派运动主张抽象和简化，外形上缩减到几何形状，颜色只用红、黄、蓝三原色与黑、白二非色彩的原色。艺术家们共同关心的问题是：简化物直至本身的艺术元素。因而，平面、直线、矩形成为艺术中的支柱。风格派运动是高度理性化的表现，因为高度逻辑化，也就导致这个运动的所有成员都热衷于通过数学的计算来达到设计上的视觉平衡

## 代表作
蒙德里安的画作《红黄蓝》，里特维尔德的红蓝椅和“施罗德住宅”